# Joan Devereux
Joan Devereux, 3. Baroness Devereux, (verheiratet Joan Fitzwalter und Joan Burnell LG; * 1379; † 11. Mai 1409) war eine englische Adlige.

## Leben
Joan Devereux war eine Tochter von John Devereux, 1. Baron Devereux und von dessen Frau Margaret de Vere. Noch vor 1390 wurde sie mit Walter Fitzwalter, 5. Baron Fitzwalter verheiratet, einem der wichtigsten Gefolgsleute von Thomas of Woodstock, 1. Duke of Gloucester. 1390 wurde sie in den Hosenbandorden aufgenommen. Ihr Vater starb 1393, ihr junger Bruder John kinderlos 1396. Damit erbte Joan die Besitzungen ihres Vaters und den Anspruch auf den Titel Baron Devereux.
Ihr Mann starb im Mai 1406 während einer Reise in Italien. Vor dem 29. Januar 1408 heiratete sie in zweiter Ehe Hugh Burnell, 2. Baron Burnell, einen Baron aus den Welsh Marches. Sie starb aber bereits 1409 und wurde in Little Dunmow Priory in Essex, der traditionellen Begräbnisstätte der Familie Fitzwalter, der Familie ihres ersten Mannes beigesetzt.
Aus ihrer ersten Ehe hatte sie mindestens zwei Kinder:
- Humphrey Fitzwalter, 6. Baron Fitzwalter (1398–1415)
- Walter Fitzwalter, 7. Baron Fitzwalter (1400–1431)

Ihre zweite Ehe blieb kinderlos. Ihr Erbe wurde zunächst ihr ältester Sohn Humphrey, nach dessen frühem Tod ihr zweiter Sohn Walter. Der Titel Baron Devereux ging im Titel ihres Mannes und ihrer Kinder auf.